# Manu Koch
Manu Koch (* 12. Juni 1972 in Baar ZG, Geburtsname: Manuel Silvan Koch) ist ein Schweizer Pianist, Keyboardist und Komponist.

## Leben und Wirken
Koch begann seine ersten Versuche am Piano mit 5 Jahren und erhielt 13 Jahre klassischen Klavierunterricht. Mit 18 Jahren widmete er sich zusätzlich dem Tenorsaxophon, während er Kurse an der Jazzschule Luzern nahm. 1993 besuchte er mit einem Stipendium das Berklee College of Music in Boston, wo er vier Jahre später seinen Abschluss machte. Im Mai 2000 zog er nach New York, wo er heute noch lebt. Nebst mehreren Tourneen mit verschiedenen Projekten seit Ende der 90er Jahre verbrachte er längere Zeit in Indien, Brasilien und China (Hong Kong).
Zu seinen wichtigsten Arbeiten als Sideman zählen Kollaborationen mit Angélique Kidjo (2004–2006 Oyaya! US Touring-Band), Benny Rietveld (verschiedene Projekte seit 2005), Teodora Enache, Prasanna, KJ Denhert, Malika Zarra, Fantcha, New York Gypsy All-Stars (2011–2016 Tourneen in den USA, Brasilien, Europa und Asien), und war seit 2012 an 15 Albumproduktionen des Blues / Soul-Künstlers Tomás Doncker für True Groove Records beteiligt.

## Filtron M
Kochs eigenes Projekt Filtron M ist eine Plattform eines multinationalen Musiker-Netzwerks und eine kompositorische Darstellung seiner umfangreichen Einflüsse. Die Kernidee von Filtron M geht auf die Gründung seiner ersten Gruppe mit Anat Cohen, Guilherme Monteiro, Gustavo Amarante und Harvey Wirht Ende der 90er Jahre in Boston zurück. Auf Kochs offizielles Debütalbum Triple Life (2011) folgte die EP Mandatory Underground (2014), auf der die ersten Mitglieder von Filtron M mit Panagiotis Andreou und Patrick Andy am Bass, Mauricio Zottarelli und Harvey Wirht am Schlagzeug, sowie Sebastian Nickoll und Brahim Fribgane an Perkussion vorgestellt werden. Das Album Astoria Roots Live (2017) enthält zusätzliche Gäste mit Auftritten im Iridium in New York und im Moods in Zürich. Weitere Musiker, die mit Filtron M an Auftritten, in Videos oder auf Aufnahmen mitgewirkt haben, sind Samuel Torres, Camila Meza, Gino Sitson und Kaïssa.

## Diskografie

### Als Leader/Filtron M
| Jahr | Titel                 | Label                   | Mitwirkung |
| ---- | --------------------- | ----------------------- | --- |
| 2011 | Triple Life           | Self-released Manu Koch | mit Malika Zarra (voice), Panagiotis Andreou, Manu Koch (bass, voice), Balla Tounkara (kora), DJ Mister Rourke, Brahim Fribgane (oud, percussion), Apostolos Sideris (bass), Matt Dickey (guitar), Harvey Wirht (drums), Yuval Lion (drums), George Mel (drums, percussion), Sebastian Nickoll (percussion), Engin Gunaydin (percussion), Jovol Bell (drums), Ghatam Karthick (percussion, konnakol), students of SAM (konnakol) |
| 2014 | Mandatory Underground | True Groove Records     | mit Patrick Andy (bass), Panagiotis Andreou (bass), Harvey Wirht (drums), Mauricio Zottarelli (drums), Brahim Fribgane (percussion), Sebastian Nickoll (percussion) |
| 2017 | Astoria Roots Live    | True Groove Records     | mit Camila Meza (voice, guitar), Yaite Ramos (voice, flute), David Barnes (harmonica), Tamer Pinarbasi (kanun), Panagiotis Andreou (bass, voice), Mauricio Zottarelli (drums), Samuel Torres (congas), Sebastian Nickoll (congas) |

### Als Sideman (Auswahl)
| Jahr | Titel                                   | Label               | Bemerkungen       |
| ---- | --------------------------------------- | ------------------- | ----------------- |
| 2010 | KJ Denhert: Album N° 9                  | Motéma Music        |                   |
| 2012 | Tomás Doncker: The Power of Trinity     | True Groove Records | Deluxe Edition    |
| 2013 | Kevin Jenkins: Step Inside              | True Groove Records |                   |
| 2015 | True Groove All-Stars: Fully Re-Covered | True Groove Records | ft. James Chance  |
| 2015 | Kofo The Wonderman: Message 102         | Network Records     | Fire In The World |
| 2016 | Marla Mase: Miracles – Lost & Found     | True Groove Records |                   |
| 2016 | Teodora Enache: Transfiguration         | Madman Junkyard     |                   |
| 2017 | Kevin Jenkins: She: a Tribute to Joni   | True Groove Records | Mitchell          |
| 2017 | Tomás Doncker: The Mess We Made         | True Groove Records | Deluxe Edition    |